# Virginia Richmond Reynolds

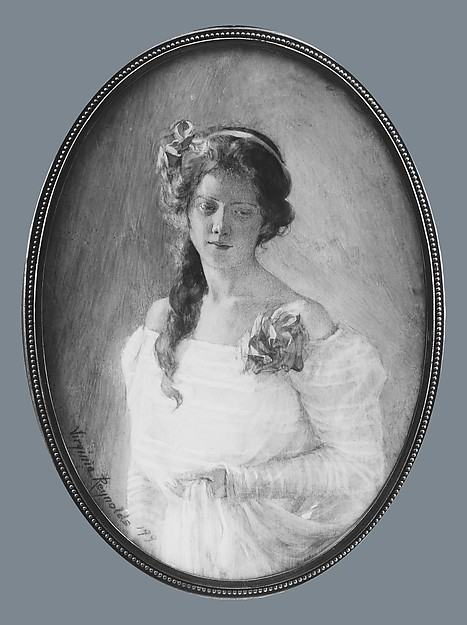
Virginia Richmond Reynolds: Bessie Moore, 1899. Metropolitan Museum of Art, New York

Virginia Richmond Reynolds (* 1866 in Chicago, Illinois; † 1903 in Lake Geneva, Wisconsin) war eine US-amerikanische Malerin, die sich auf Miniaturporträts spezialisiert hatte. Sie war zudem eine einflussreiche Lehrerin in diesem Genre.

## Leben
Virginia Richmond studierte zunächst am Art Institute of Chicago und setzte ihre Ausbildung anschließend bei Carl von Marr in München fort. Dort lernte sie ihren späteren Ehemann, den Maler Wellington Jarard Reynolds, kennen. Die beiden heirateten. Das Paar zog nach Paris, wo sie ihre Ausbildung bei dem amerikanischen Impressionisten Charles Augustus Lasar fortsetzte. Dort begann sie auch, ihre Arbeiten auszustellen. Ihren Durchbruch erzielte sie 1896 mit einer Miniatur eines niederländischen Mädchens auf dem Salon der American Art Association in Paris – es war das einzige Werk, das von einer Frau ausgestellt wurde – sowie 1898 auf dem Salon de Champ-de-Mars. Daraufhin wurde sie Mitglied der Société Nationale des Beaux-Arts. In Paris gründete sie eine eigene Schule für Miniaturmalerei, in der Schülerinnen wie Lucy May Stanton, Eda Nemoede Casterton und Cornelia Ellis Hildebrandt lernten. Auch Rosina Cox Boardman war von ihrem Stil beeinflusst. Im Jahr 1899 war sie Mitbegründerin der American Society of Miniature Painters. Sie kehrte regelmäßig nach Chicago zurück, wo sie am Art Institute unterrichtete und erstmals einen offiziellen Kurs für Miniaturmalerei hielt. Während eines Familienurlaubs in Lake Geneva, Wisconsin, starb sie im Jahr 1903 im Alter von 37 Jahren an einer Embolie.

## Werk
Virginia Richmond Reynolds ist vor allem für ihre Miniaturporträts bekannt. Ihre Technik zeichnete sich durch freiere, expressionistisch parallel verlaufende Pinselstriche aus, die sie sowohl selbst anwandte als auch an ihre Schüler weitergab. Sie präsentierte ihr Porträt Bessie Moore beispielsweise sowohl 1899 als auch 1900 auf der Weltausstellung Exposition Universelle in Paris. Das in Aquarell auf Elfenbein ausgeführte Werk hat die Maße 11,7 × 8,3 cm und befindet sich heute im Metropolitan Museum of Art in New York.